# Broll + Baroni – Für immer tot
Broll + Baroni – Für immer tot (Arbeitstitel Broll – Für immer tot) ist ein österreichischer Fernsehfilm aus dem Jahr 2022 von Harald Sicheritz mit Laurence Rupp als Max Broll und Jürgen Vogel als Kai Baroni. Das Drehbuch von Harald Sicheritz basiert auf dem 2011 erschienenen Roman Für immer tot von Bernhard Aichner, dem zweiten Buch der Max-Broll-Reihe. Die Erstausstrahlung erfolgte am 30. Oktober 2022 auf ORF 2, auf Flimmit wurde der Film am 23. Oktober 2022 veröffentlicht. Im ZDF wurde der Film am 29. November 2022 ausgestrahlt.

## Handlung
Polizeikommandantin Tilda Broll befindet sich nach einer Entführung im Finstern, ihre einzige Verbindung zur Außenwelt ist ein Mobiltelefon, mit dem sie Kontakt zu ihrem Stiefsohn, dem Totengräber Max Broll hat. Tilda wurde von einem Mann in ihrer Wohnung überwältigt und in einer Kiste im Wald vergraben. Laut Tilda handelt es sich beim Täter um Professor Leopold Wagner, genannt der „Kindermacher“, einem Spezialisten für künstliche Befruchtung, den sie achtzehn Jahre zuvor hinter Gitter brachte. Wagner hatte zur Befruchtung stets sein eigenes Sperma benutzt. Nachdem Wagners Frau dahintergekommen war, hatte er sie gegen einen Baum gefahren. Vor Gericht im Prozess gegen Wagner stand Aussage gegen Aussage, allerdings schenkte der Richter den Aussagen von Tilda mehr Glauben.
Nach den Recherchen von Tildas Kollegin Meral kann Wagner nicht der Täter gewesen sein, nachdem er noch immer im Gefängnis sitzt. Die Polizei versucht das Handy von Tilda zu orten, um das Waldgebiet zu durchsuchen. Währenddessen stattet Max mit seinem Freund Baroni Wagner einen Besuch ab. Wagner streitet jedoch ab, Tilda entführt zu haben, zumal er sich im Hochsicherheitstrakt befindet. Max glaubt, dass Wagner eine Möglichkeit gefunden hat, diesen zu verlassen. Laut Merals Kollegen Paul haben die 38 Kinder von Wagner, die bei der künstlichen Befruchtung mit seinem Sperma entstanden sind, für die Tatzeit ein Alibi.
Am nächsten Tag statten Max und Baroni Wagner erneut einen Besuch im Gefängnis ab. Mit Hilfe des Justizvollzugsbeamten Vinzenz drohen sie Wagner mit einer Kunststofffolie zu ersticken, erhalten jedoch weiterhin von ihm keine Informationen zu Tildas Verbleib. Außerdem unterstellt Max Gefängnisdirektor Lanzinger, dass einer seiner Beamten von Wagner bestochen wurde, um das Gefängnis vorübergehend zu verlassen. Bald darauf wird Hanni, die Freundin von Max, mit einer Folie erstickt. Tilda fordert Max auf, die Folie verschwinden zu lassen. Außerdem teilt sie ihm mit, dass sie ebenfalls von Wagner künstlich befruchtet wurde. Laut Notarzt war bei Hanni keine äußere Gewalteinwirkung feststellbar, sie soll an einem Herzinfarkt gestorben sein. Vinzenz bestreitet, etwas mit dem Mord an Hanni oder mit Freigängen von Wagner zu tun zu haben. Laut Vinzenz sollten sie mit Gefängnisdirektor Lanzinger darüber sprechen. Der schickt sie nochmals zu Wagner, dieser fordert Max aber nur auf, damit zu beginnen, zwei Gräber auszuheben.
Baroni findet heraus, dass auch die Gattin von Gefängnisdirektor Lanzinger eine Patientin von Wagner war. Die Ersparnisse der Lanzingers gingen für die verschiedensten Versuche der künstlichen Befruchtung drauf, Wagner war aus deren Sicht die letzte Möglichkeit, noch ein Kind zu bekommen. Direktor Lanzinger hatte im Gegenzug für die künstliche Befruchtung Wagner die Freigänge ermöglicht und ihn auch chauffiert. Allerdings wisse er nicht, wo Tilda vergraben wurde. Zwischenzeitlich verschwindet Wagner aus dem Gefängnis. Max versucht mittels eines Fernsehinterviews an der Ehre von Wagner zu rütteln und ihn so aus der Reserve zu locken. Bald darauf erhält Max von Wagner einen Anruf und bietet ihm einen Opfertausch an: wenn Max stirbt bleibt Tilda am Leben. 
Wagner gibt Max einen Zettel mit dem Aufenthaltsort von Tilda, damit die Polizei diesen später an der Leiche von Max finden kann. Wagner fordert Max auf, vom Kirchturm zu springen, wird aber von Baroni unterbrochen, der damit droht, eines von Wagners Kinder zu ertränken. Broll und Baroni gelingt es, Wagner zu überwältigen. Tilda Broll kann schließlich von der Polizei befreit werden.

## Produktion und Hintergrund

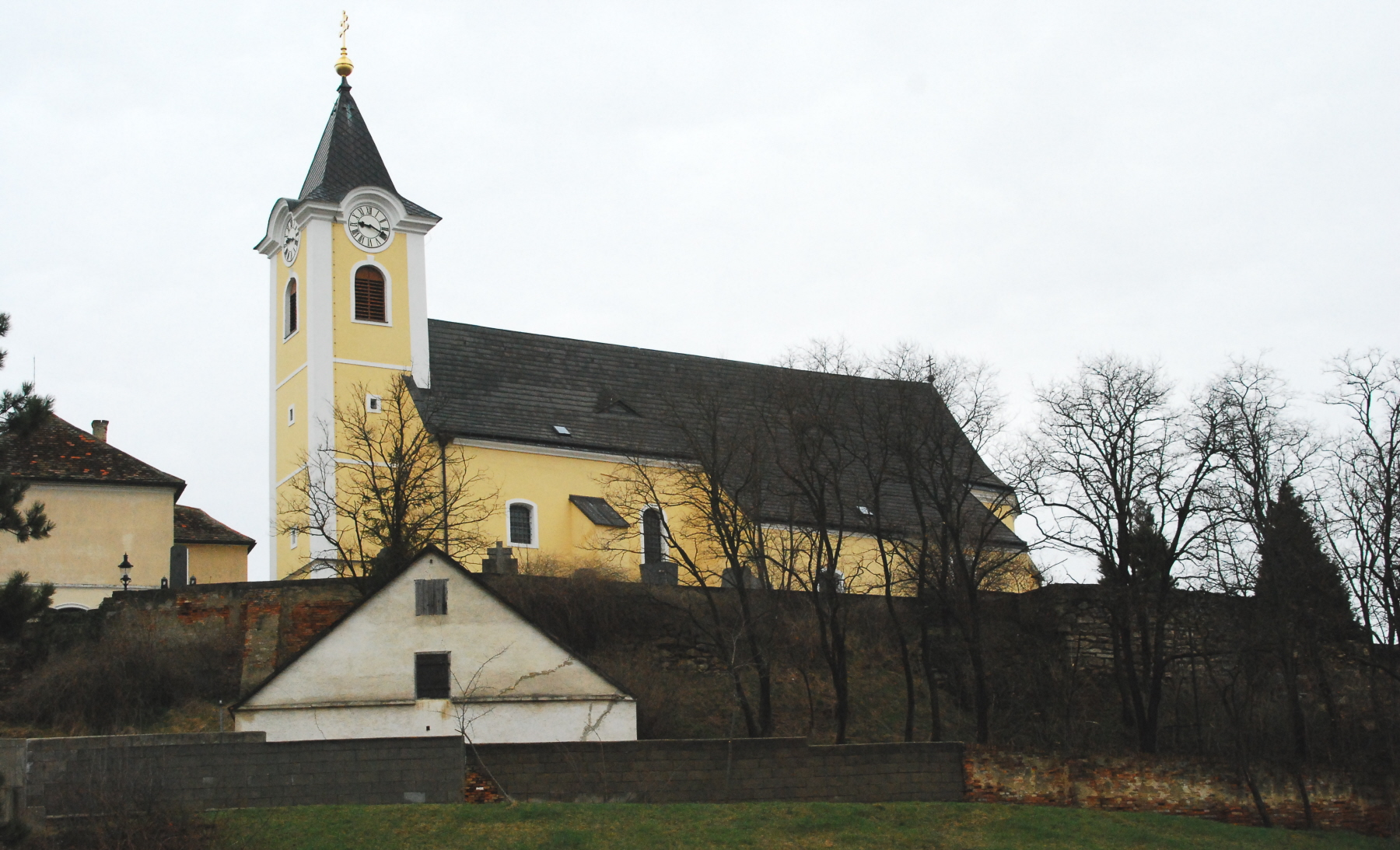
Einer der Drehorte: die Pfarrkirche Nappersdorf

Die Dreharbeiten fanden vom 8. August bis zum 4. September 2020 in Niederösterreich statt. Drehorte waren unter anderem das Landesklinikum Neunkirchen, Nappersdorf und Karnabrunn, wo einige Szenen im Schloss Karnabrunn und im Karnabrunnerwald entstanden. Weiters entstanden Aufnahmen im Innen- und Außenbereich des Gasthof Prandl in Lichtenwörth.
Produziert wurde der Film von der österreichischen Aichholzer Filmproduktion GmbH des Produzenten Josef Aichholzer, beteiligt waren der ORF und das ZDF. Unterstützt wurde die Produktion vom Fernsehfonds Austria und dem Land Niederösterreich. Die Kamera führte Thomas Kürzl, die Montage verantwortete Paul M. Sedlacek, die Musik schrieb Lothar Scherpe. Das Kostümbild gestaltete Caterina Czepek.

## Rezeption
Volker Bergmeister vergab auf tittelbach.tv fünf von sechs Sternen, Harald Sicheritz habe aus der Romanvorlage einen höchst unterhaltsamen Krimi mit kantigen Typen und schrägen Momenten gemacht. Der Film sei aus einem Guss und mit Laurence Rupp und Jürgen Vogel top besetzt.
Oliver Alexander dagegen kritisierte auf Quotenmeter.de, dass sich der Film nicht so recht entscheiden könne, wie ernst oder ironisch das Endergebnis ausfallen soll. Für eine Krimikomödie pflastern zu viele Leichen den Weg der beiden Ermittler, für einen ernsten Krimi ist in diesem Film zu viel auf Überzeichnung und heitere Zwischenmomente angelegt. So versuche die Produktion auf zwei Hochzeiten zu tanzen und vergeige dabei ein bisschen beide Termine. Immerhin würden Rupp und Vogel gut harmonieren.
Oliver Jungen bezeichnete die Produktion in der Frankfurter Allgemeinen Zeitung als „Film wie von vorgestern“ mit einer „Aneinanderreihung von Oldschool-Plattitüden“, bei dem erzählerische Impotenz durch gepfefferte Jungs-Gestik überspielt werde. Ein bisschen machte Regisseur Sicheritz, der mit seiner flotten Ästhetik ganz ordentlich unterhalte, dann wieder wett. Außerdem spielten Vogel, Rupp und Wuttke mit erstaunlicher Leidenschaft.
Quote
Bei der Erstausstrahlung im ZDF am 29. November 2022 erreichte der Film 5,24 Millionen Zuschauer bei einem Marktanteil von 18,5 Prozent.